# Michelson-Morley-Experiment

Wenn elektromagnetische Wellen an einen ruhenden Äther gebunden wären, müsste man die Eigenbewegung von Erde und Sonne als Ätherwind messen können.

Das Michelson-Morley-Experiment war ein physikalisches Experiment, das vom deutsch-amerikanischen Physiker Albert A. Michelson 1881 in Potsdam und in verfeinerter Form von ihm und dem amerikanischen Chemiker Edward W. Morley 1887 in Cleveland im US-Bundesstaat Ohio durchgeführt wurde.
Das Michelson-Morley-Experiment hatte zum Ziel, die Geschwindigkeit der Erde relativ zum Lichtäther auf ihrer Bahn um die Sonne nachzuweisen oder, anders ausgedrückt, die Geschwindigkeit des Äthers relativ zur Erde („Ätherwind“). Beim Lichtäther handelte es sich um ein hypothetisches Medium, in dem sich Lichtwellen analog zu Wasserwellen und Schallwellen ausbreiten sollten. Das Experiment ergab eine obere Grenze von 5–8 km/s für diese Relativgeschwindigkeit, was zeigte, dass die „Bewegung gegen den Äther“ keinen Einfluss auf die Geschwindigkeit des Lichts hatte, denn dieser Wert war zu klein, um mit dem gesuchten „Ätherwind“ in Verbindung gebracht zu werden. Das Michelson-Morley-Experiment zusammen mit anderen Experimenten wie dem Fizeau-Experiment oder dem Trouton-Noble-Experiment zeigte die Probleme der bis dahin verfolgten Ätherphysik. Diese Problematik konnte erst durch die Spezielle Relativitätstheorie gelöst werden, in der auf den Äther und ein damit verbundenes bevorzugtes Bezugssystem verzichtet wird. Deswegen gilt es als ein Schlüsselexperiment, ein Experimentum crucis, auf dem Weg hin zur Entstehung der Speziellen Relativitätstheorie. Der negative Ausgang des Experiments war für Lord Kelvin in einem Vortrag von 1900 eines von zwei hartnäckigen verbliebenen Problemen („Wolken“) in der Physik des 19. Jahrhunderts.
Seither wurde das Experiment mit unterschiedlichen Techniken und beträchtlich erhöhter Genauigkeit wiederholt. Dabei wurden im Rahmen der Messgenauigkeit Nullresultate erzielt und somit die Folgerungen aus dem ursprünglichen Experiment bestätigt. So konnten relative Abweichungen der Lichtgeschwindigkeit vom Wert der Lichtgeschwindigkeitskonstante in der Größenordnung von 10−17 ausgeschlossen werden. Für weitere Experimente vgl. Tests der speziellen Relativitätstheorie.

## Überblick
Um die Relativgeschwindigkeit von Erde und Äther festzustellen, wurde ein Lichtstrahl über einen halbdurchlässigen Spiegel auf zwei verschiedene Wege getrennt, reflektiert und am Ende wieder zusammengeführt, sodass sich ein Interferenzmuster stehender Lichtwellen bildete (Michelson-Interferometer). Aufgrund der Bewegung der Erde im Äther ergäbe sich, dass ein Lichtstrahl in Bewegungsrichtung länger benötigt als ein Strahl senkrecht dazu. Da sich der Apparat als Teil der Drehung der Erde um die Sonne relativ zum vermuteten Äther bewegte, erwartete man Verschiebungen der Interferenzstreifen, wenn der Apparat gedreht wird. Albert A. Michelson führte das Experiment, das wegen der im Verhältnis zur Lichtgeschwindigkeit c geringen Bahngeschwindigkeit v der Erde nicht einfach war, zuerst 1881 durch, jedoch war hier die Genauigkeit nicht ausreichend, denn Michelson hatte in seinen Berechnungen die Veränderung des Lichtweges senkrecht zur Bewegungsrichtung nicht einbezogen. 1887 wiederholten er und Edward W. Morley das Experiment mit ausreichender Genauigkeit. Obwohl das Ergebnis nicht vollständig negativ war (zwischen 5 und 8 km/s), war es nach Einschätzung von Michelson und anderen Physikern jener Zeit viel zu gering, um etwas mit dem erwarteten Ätherwind zu tun zu haben. Wenn nicht nur die Relativgeschwindigkeit der Erde zur Sonne von 30 km/s berücksichtigt wird, sondern auch die - zu Michelsons Zeit noch unbekannte - Rotationsgeschwindigkeit des Sonnensystems um das galaktische Zentrum von ca. 220 km/s und die Relativgeschwindigkeit zwischen dem Sonnensystem und dem Ruhesystem der kosmischen Hintergrundstrahlung von ca. 377 km/s, so wären nochmals größere Werte zu erwarten. Darüber hinaus haben spätere, bis in die heutige Zeit durchgeführte Messungen die ursprüngliche Methode Michelsons weiter verfeinert und lieferten im Rahmen der Messgenauigkeit vollständige Nullresultate.
George Francis FitzGerald (1889) und Hendrik Antoon Lorentz (1892) lieferten mit der Lorentzkontraktion zunächst eine Ad-hoc-Erklärung, wobei angenommen wurde, dass das Interferometer in Bewegungsrichtung relativ zum Äther schrumpft, wodurch die unterschiedlichen Lichtlaufzeiten angeglichen werden. Später erfolgte die Entwicklung der Lorentz-Transformation, die auch die Veränderung der Zeitabläufe bewegter Körper, die Zeitdilatation, enthält. Die darauf aufbauende lorentzsche Äthertheorie wurde allerdings als unwahrscheinlich eingestuft, da hier der Äther einerseits Grundlage aller physikalischen Phänomene, andererseits jedoch gänzlich unentdeckbar sein soll. Zufriedenstellend erklärt wurde das Ergebnis des Michelson-Morley-Experiments erst durch Albert Einsteins Spezielle Relativitätstheorie von 1905, die auch eine Längenkontraktion enthält, jedoch auf die Ätherhypothese verzichtet und als zentrale Postulate das Relativitätsprinzip und die Konstanz der Lichtgeschwindigkeit in mit beliebiger Geschwindigkeit gegeneinander bewegten Bezugssystemen enthält.
Das Michelson-Morley-Experiment stellt die historisch wichtigste Bestätigung des Relativitätsprinzips dar, wonach die physikalischen Naturgesetze für alle gleichförmig bewegten Beobachter identisch sind. Es zeigt, dass die Lichtgeschwindigkeit unabhängig von der Orientierung relativ zu einem bevorzugten Bezugssystem wie dem Äther ist. Doch es stellt für sich genommen keinen vollständigen Beweis für die universelle Konstanz der Lichtgeschwindigkeit dar, wie manchmal angenommen wird:
- Das Nullresultat ist auch verträglich mit Modellen, in denen die Lichtgeschwindigkeit variabel ist. Beispielsweise wurde manchmal angenommen, dass der Äther vollständig an der Erdoberfläche mitgeführt wird. Eine andere Möglichkeit wäre eine Emissionstheorie, wonach die Lichtgeschwindigkeit von der Quellengeschwindigkeit abhängt und in allen Inertialsystemen konstant relativ zur Lichtquelle ist. Beide Modelle scheiden jedoch aus, da sie experimentell widerlegt worden sind, wodurch die Relativitätstheorie als einzige Theorie verbleibt, welche alle Experimente erklären kann.
- Auch das Vorhandensein eines Ätherwindes wird durch dieses Experiment nicht vollständig ausgeschlossen. Wären die Interferometerarme im Ruhezustand unterschiedlich lang, würde bei Geschwindigkeitsänderungen des Apparats in Bezug zum bevorzugten Bezugssystem trotz Längenkontraktion ein positiver Effekt auftreten. Deswegen muss ein weiteres Experiment berücksichtigt werden, das Kennedy-Thorndike-Experiment, das genau diese Abhängigkeit von der Apparatgeschwindigkeit testet, und dessen negatives Resultat nur mit einer Kombination von Längen- und Zeitveränderungen erklärt werden kann. Für die genaue Bestimmung dieser Größen ist wiederum ein Experiment erforderlich, das die Zeitdilatation direkt misst, beispielsweise das Ives-Stilwell-Experiment. Aus der Kombination dieser drei Experimente kann die Lorentz-Transformation genau bestimmt werden.

## Das Experiment
Der Ansatzpunkt für Michelson und Morley war, die Relativgeschwindigkeit zu messen, mit der sich die Erde durch einen als ruhend angenommenen Äther bewegt. Wie bei einem Flugzeug, das sich durch die Luft bewegt, wäre hier ein nachweisbarer „Ätherwind“ zu erwarten, da die Erde sich auf ihrer Bahn um die Sonne mit etwa v = 30 km/s = 3·104 m/s bewegt (immer noch relativ wenig im Vergleich zur Lichtgeschwindigkeit c von rund 3·108 m/s).
Um diesen Effekt zu messen, konstruierte Michelson (1881) ein Interferometer mit zwei senkrecht zueinander stehenden Armen. Die Bewegung des Interferometers im Äther kann entweder aus Sicht eines im Äther ruhenden Beobachters oder eines mit dem Interferometer mitbewegten Beobachters geschildert werden.

### Im Äther ruhender Beobachter
In Bewegungsrichtung: Das Licht wird von der Lichtquelle ausgesendet und breitet sich mit Lichtgeschwindigkeit {\displaystyle c} aus, während der zu treffende Spiegel in der Entfernung {\displaystyle L} startet und sich mit der Geschwindigkeit {\displaystyle v} relativ zum Äther bewegt. Beim Hinweg trifft der Strahl zum Zeitpunkt {\displaystyle t_{a}} beim Spiegel ein und legt dabei den Laufweg {\displaystyle ct_{a}} zurück. Bis dahin hat der bei {\displaystyle L} startende Spiegel die Strecke {\displaystyle vt_{a}} zurückgelegt. Es ergibt sich also {\displaystyle ct_{a}=L+vt_{a}} und folglich die Laufzeit {\displaystyle t_{a}=L/(c-v)}. Dieselben Überlegungen ergeben für den Rückweg den Zusammenhang {\displaystyle ct_{b}=L-vt_{b}} und die Laufzeit {\displaystyle t_{b}=L/(c+v)}. Die Gesamtlaufzeit {\displaystyle t_{a}+t_{b}} ergibt sich mit:
{\displaystyle {\begin{aligned}t_{1}&={\frac {L}{c-v}}+{\frac {L}{c+v}}={\frac {2cL}{c^{2}-v^{2}}}\\&={\frac {2L}{c}}{\frac {1}{1-{\frac {v^{2}}{c^{2}}}}}={\frac {2L}{c}}\gamma ^{2}\approx {\frac {2L}{c}}\left(1+{\frac {v^{2}}{c^{2}}}\right)\end{aligned}}}
Bei der Näherung (ausgedrückt durch das Zeichen {\displaystyle \approx }) im letzten Schritt wird ausgenutzt, dass {\displaystyle (v/c)^{2}} sehr klein (Größenordnung 10−8) ist, wenn für {\displaystyle v} die Bewegungsgeschwindigkeit der Erde und für {\displaystyle c} die Lichtgeschwindigkeit eingesetzt werden. Mathematisch handelt es sich dabei um die ersten zwei Terme einer Taylor-Entwicklung in {\displaystyle v/c}.
Senkrecht zur Bewegungsrichtung: Auch hier breitet sich der Strahl konstant mit {\displaystyle c} aus, trifft zum Zeitpunkt {\displaystyle t_{c}} beim Spiegel ein, und legt den Laufweg {\displaystyle ct_{c}} zurück. Da der Strahl im Ruhesystem des Interferometers so ausgerichtet ist, dass er sich senkrecht nach oben bewegt, wird er im Ruhesystem des Äthers bei Anwendung der Galilei-Transformation oder unter Berücksichtigung der Impulserhaltung etwas geneigt sein. Inzwischen hat der mit {\displaystyle v} sich bewegende Spiegel die Strecke {\displaystyle vt_{c}} zurückgelegt, wo er vom Strahl getroffen wird. Folglich ist {\displaystyle L} der Laufweg des Strahls in y-Richtung und {\displaystyle vt_{c}} in x-Richtung, und mit dem Satz des Pythagoras ergibt sich ein Laufweg von {\displaystyle \textstyle {\sqrt {L^{2}+\left(vt_{c}\right)^{2}}}}. Es ist also der Zusammenhang {\displaystyle \textstyle ct_{c}={\sqrt {L^{2}+\left(vt_{c}\right)^{2}}}} gegeben und folglich die Laufzeit {\displaystyle \textstyle t_{c}=L/{\sqrt {c^{2}-v^{2}}}}, was auch identisch ist mit der Laufzeit für den Rückweg. (Dieser Effekt entspricht dem Schema einer Lichtuhr bzw. der Lichtaberration.) Die Gesamtlaufzeit {\displaystyle 2t_{c}} ist gegeben mit:
{\displaystyle t_{2}={\frac {2L}{\sqrt {c^{2}-v^{2}}}}={\frac {2L}{c}}{\frac {1}{\sqrt {1-{\frac {v^{2}}{c^{2}}}}}}={\frac {2L}{c}}\gamma \approx {\frac {2L}{c}}\left(1+{\frac {v^{2}}{2c^{2}}}\right)}.
Die Laufzeit {\displaystyle t_{2}} senkrecht zur Bewegungsrichtung ist also ein wenig kleiner als die Laufzeit {\displaystyle t_{1}} in Bewegungsrichtung.

### Mitbewegter Beobachter
Wird dieses Ergebnis aus der Sicht eines mitbewegten Beobachters geschildert, dann ist die Auswirkung des Ätherwindes auf Lichtwellen nach den Vorstellungen der klassischen Physik genauso wie die Auswirkung einer starken Strömung eines Flusses (Geschwindigkeit {\displaystyle v}) auf einen Schwimmer, der sich mit konstanter Geschwindigkeit {\displaystyle c} zwischen zwei Punkten erst flussaufwärts und dann flussabwärts bewegt.
Wenn in diesem Bild der zweite Punkt direkt flussaufwärts des ersten wäre, würde der Schwimmer durch die Strömung zuerst auf {\displaystyle c-v} verlangsamt und dann beim Rückweg auf {\displaystyle c+v} beschleunigt werden, und es ergibt sich obige Laufzeit von {\displaystyle t_{1}}.
Verliefe die Strecke zwischen Start- und Endpunkt senkrecht zur Strömungsrichtung, müsste der Schwimmer das kompensieren, indem er in einem kleinen Winkel schräg zu seinem Ziel schwimmt. Seine Geschwindigkeit verringert sich auf {\displaystyle \textstyle {\sqrt {c^{2}-v^{2}}}} und es ergibt sich obige Laufzeit von {\displaystyle t_{2}}.
Genauso wäre die Auswirkung des Ätherwindes auf einen Lichtstrahl (Geschwindigkeit c) senkrecht zur Windrichtung geringfügig niedriger als für einen Lichtstrahl, der parallel zum Ätherwind verliefe.

### Zeitunterschied
Der Zeitunterschied zwischen beiden Wegen beträgt nach der obigen Herleitung
{\displaystyle \Delta t=t_{1}-t_{2}={\frac {2L\gamma }{c}}(\gamma -1)}
oder in guter Näherung für {\displaystyle v\ll c}
{\displaystyle \Delta t=t_{1}-t_{2}=L{\frac {v^{2}}{c^{3}}}}
Er ist also umso größer, je länger {\displaystyle L} ist. Setzt man {\displaystyle L=1\,\mathrm {m} }, würde sich mit dem oben angegebenen Wert der Geschwindigkeit der Erde relativ zum Äther ein Zeitunterschied von {\displaystyle \Delta t=3\cdot 10^{-17}} Sekunden ergeben, verglichen mit einer Schwingungsperiode im Bereich des sichtbaren Lichts von etwa {\displaystyle T=10^{-15}} Sekunden. Der Unterschied {\displaystyle {\frac {\Delta t}{T}}} läge im Bereich von drei Prozent, die mit dem verbesserten Apparat von Michelson und Morley nachweisbar gewesen wären.
In ihrem Experiment von 1887 bemühten sich Michelson und Morley, die Auswirkungen von Erschütterungen, auf die ihre Messapparatur empfindlich reagierte, so weit wie möglich auszuschalten. Der optische Aufbau bestand aus einer monochromatischen Natriumlichtquelle (gelbes Licht) für die Justierung, und weißem Licht aus einer Lampe für die tatsächliche Messung. Der Lichtstrahl wurde durch einen teilversilberten Spiegel in zwei Strahlen rechtwinklig zueinander aufgespalten. Nach Verlassen des Strahlteilers wurden beide Strahlen jeweils an einem Spiegel reflektiert und auf einem Beobachtungsschirm wieder zusammengeführt. Dort erzeugten sie ein Streifenmuster aus konstruktiver und destruktiver Interferenz, das äußerst empfindlich auf Änderungen in der Differenz der optischen Wege der beiden Lichtstrahlen reagiert. Man erwartete, dass diese optischen Wege durch die Bewegung der Erde im Äther beeinflusst würden, sodass sich das Interferenzmuster bei Drehung der die Apparatur tragenden Steinplatte verschieben müsste.
Dreht man das Experiment beispielsweise um 90 Grad, vertauscht die obigen Formeln für die Laufzeiten von {\displaystyle t_{1}} und {\displaystyle t_{2}}, erhält man einen Zeitunterschied von
{\displaystyle \Delta t=t_{2}-t_{1}=-L{\frac {v^{2}}{c^{3}}}}
Somit ergibt sich ein Laufzeitunterschied von {\displaystyle 2\,\Delta t} zum Ausgangsexperiment. Dies entspricht einem optischen Weglängenunterschied von
{\displaystyle d=c\cdot 2\Delta t=2L{\frac {v^{2}}{c^{2}}}=2{,}2\cdot 10^{-7}\,\mathrm {m} },
falls wie im Experiment von 1887 eine effektive Armlänge des Interferometers von {\displaystyle L=11\,\mathrm {m} } gewählt wird. Die relative Verschiebung der Interferenzmuster ergibt sich mit z. B. einer Wellenlänge {\displaystyle \lambda =500\,\mathrm {nm} =5\cdot 10^{-7}\,\mathrm {m} } als
{\displaystyle {\frac {d}{\lambda }}={\frac {2{,}2}{5}}=0{,}44}
Der Mittelwert von sechs Messreihen, die am 8., 9. und 11. Juli 1887 durchgeführt wurden, betrug statt 0,44 jedoch mit Sicherheit weniger als 0,02 (oder vielleicht sogar weniger als 0,01), was einer Geschwindigkeit von 8 km/s (bzw. 5 km/s) entsprach. Das Ergebnis war zwar nicht vollständig negativ, jedoch wurde es angesichts des erwarteten, sehr viel größeren Wertes allgemein als ein Nullresultat gewertet.

## Erklärung

### Lorentzkontraktion und Lorentz-Transformation
Der erste Schritt zur Erklärung des Nullresultats wurde von George Francis FitzGerald (1889) und Hendrik Antoon Lorentz (1892) durch Einführung der Kontraktionshypothese bzw. Lorentzkontraktion gemacht. Um unter Verwendung der Idee des Äthers die gleichen Laufzeiten zu erklären, nahmen sie an, dass die Länge der Versuchsanordnung in Bewegungsrichtung relativ zum Äther um {\displaystyle L/\gamma } verkürzt wird, wo {\displaystyle \textstyle \gamma =1/{\sqrt {1-v^{2}/c^{2}}}} als Lorentzfaktor bezeichnet wird. Lorentz benutzte vor 1904 allerdings nicht exakt diesen Wert, sondern nur Näherungen zweiter Ordnung in {\displaystyle v/c}. Die Laufzeit in dieser Richtung wird dadurch ebenso verkürzt und ist jetzt gleich lang wie senkrecht zur Bewegungsrichtung, womit das negative Resultat erklärbar wird.  Würde man in der oben angegebenen Formel für {\displaystyle t_{1}} die durchlaufene Strecke der Länge {\displaystyle L} mit diesem Faktor multiplizieren, ergibt sich:
{\displaystyle t_{1}={\frac {2L{\sqrt {1-{\frac {v^{2}}{c^{2}}}}}}{c}}{\frac {1}{1-{\frac {v^{2}}{c^{2}}}}}={\frac {2L}{c}}{\frac {1}{\sqrt {1-{\frac {v^{2}}{c^{2}}}}}}=t_{2}}.
Bei der Längenkontraktion handelt es sich allerdings nur um einen Spezialfall der möglichen Erklärungen. Allgemein muss nur angenommen werden, dass im bewegten Zustand die transversale Länge im Verhältnis {\displaystyle \gamma } größer ist als die longitudinale Länge, was auf verschiedene Weisen erreicht werden kann. Wenn {\displaystyle L_{1}} die bewegte longitudinale Länge und {\displaystyle L_{2}} die bewegte transversale Länge ist, und {\displaystyle \textstyle L'_{1}=L'_{2}} die Ruhelängen, dann ergibt sich der allgemeine Zusammenhang:
{\displaystyle {\frac {L_{2}}{L_{1}}}={\frac {L'_{2}}{\phi }}\left/{\frac {L'_{1}}{\gamma \phi }}\right.=\gamma }.
{\displaystyle \phi } ist ein Skalenfaktor, der beliebig gewählt werden kann, deshalb gibt es unendlich viele Kombinationen aus Kontraktionen und Dilatationen, um das Nullresultat zu erklären. Beispielsweise würde bei {\displaystyle \phi =1} die gewöhnliche Längenkontraktion von {\displaystyle L_{1}} eintreten, hingegen bei {\displaystyle \phi =1/\gamma } bliebe {\displaystyle L_{1}} unverändert, wohingegen {\displaystyle L_{2}} vergrößert würde. In der Folgezeit wurde die Kontraktionshypothese von Joseph Larmor (1897), Lorentz (1904) und Henri Poincaré (1905) durch Modifikationen der Zeitvariablen zur Lorentz-Transformation weiterentwickelt, um die Resultate des Trouton-Noble-Experiments (das von Larmor angeregt worden war, um der Kritik am Michelson-Morley-Experiment insbesondere von William Mitchinson Hicks zu begegnen), der Experimente von Rayleigh und Brace und der Kaufmannschen Experimente zu erklären:
{\displaystyle x'=\gamma \phi (x-vt),\ y'=\phi y,\ z'=\phi z,\ t'=\gamma \phi \left(t-{\frac {vx}{c^{2}}}\right)}
Der weiterhin unbestimmte Faktor {\displaystyle \phi } wurde schließlich von Lorentz (1904) gleich 1 gesetzt.
Generell konnte Poincaré (1905) zeigen, dass die Gesamtheit der Lorentz-Transformationen nur bei {\displaystyle \phi =1} eine Gruppe bilden.
Erst dadurch erhalten Längenkontraktion und Zeitdilatation ihre exakt relativistischen Werte. Die Theorie von Lorentz und Poincaré, die auch Lorentzsche Äthertheorie bezeichnet wird, begründet also die scheinbare Gültigkeit des Relativitätsprinzips und der Konstanz der Lichtgeschwindigkeit, aber sie führt zu der Situation, dass der Lichtäther, der die Basis der Theorie bildet, außerhalb jeder experimentellen Überprüfbarkeit steht. Das ist ein Hauptgrund, warum diese Theorie trotz des korrekten mathematischen Formalismus als überholt eingestuft wird.

### Spezielle Relativitätstheorie
Der Ad-hoc-Charakter einer auf den Äther basierenden Kontraktionshypothese (und weitergehend der gesamten lorentzschen Äthertheorie) wurde jedoch bald kritisiert. Lorentz selbst sprach vage von einem Einfluss des Äthers als Ursache und führte als Analogie das bei elektrostatischen Feldern beobachtbare Verhalten an, die in Bewegungsrichtung mit einem geschwindigkeitsabhängigen Faktor kontrahiert sind. Wird angenommen, dass die Bindungskräfte in der Materie elektrischer Natur sind, könnte dies die Kontraktion erklären. Lorentz selbst gestand jedoch ein, dass eine solche Annahme keineswegs notwendig sei.
Eine Lösung dieser unbefriedigenden Situation zeigte Albert Einstein 1905 mit der speziellen Relativitätstheorie (SRT) auf, die er auf Basis zweier Postulate ableitete, nämlich des Relativitätsprinzips und der Konstanz der Lichtgeschwindigkeit. Dabei interpretierte er im Gegensatz zu Lorentz und Poincaré diese als Transformation zwischen gleichberechtigten Raum- und Zeitkoordinaten (also keine Unterscheidung zwischen „wahren“ und „scheinbaren“ Koordinaten) und zeigte damit, dass die Äther-Hypothese überflüssig ist. Die Erklärung des negativen Ausganges des Versuchs entspricht zwar formal der Erklärung der Lorentzschen Äthertheorie, jedoch ist in der SRT die Annahme eines Äthers nicht mehr nötig, und die Lorentzkontraktion ergibt sich als logische Konsequenz der zugrundegelegten Postulate. In einem mit Geschwindigkeit v bewegten Bezugssystem, in dem das Interferometer ruht, sind die Laufzeiten gleich. Betrachtet man ein Bezugssystem, in dem sich das Interferometer mit der Geschwindigkeit v bewegt und die Lichtgeschwindigkeit weiter unverändert ist, erklärt man das Ergebnis, wie oben beschrieben, mit der Lorentzkontraktion. Diese Erklärung wird als die derzeit gültige angesehen. Obwohl in vielen Schilderungen zur Entwicklung der SRT dieses Experiment als Ausgangspunkt der Theorie geschildert wird, hat Einstein selbst einen direkten Einfluss des Experiments auf seine Ideen abgestritten.
Später zeigten Howard P. Robertson und andere (siehe Testtheorien der speziellen Relativitätstheorie), dass es möglich ist, die gesamte Lorentz-Transformation aus der Kombination von drei Experimenten herzuleiten. Das Michelson-Morley-Experiment zeigt, dass die Lichtgeschwindigkeit unabhängig von der Orientierung des Apparats ist, und es bestimmt die Beziehung zwischen longitudinaler ({\displaystyle \beta }) und transversaler ({\displaystyle \delta }) Länge. Bei Verwendung von unterschiedlichen Ruhelängen der Interferometerarme müsste ein positives Ergebnis auftreten, wenn der Apparat seine Relativgeschwindigkeit zu einem bevorzugten Bezugssystem ändert. Das Nullergebnis des Kennedy-Thorndike-Experiments, mit dem dieser Zusammenhang getestet wurde, zeigt, dass die Lichtgeschwindigkeit unabhängig von der Geschwindigkeit des Apparats ist, und es bestimmt die Beziehung zwischen Zeitveränderungen ({\displaystyle \alpha }) und longitudinaler ({\displaystyle \beta }) Längen. Die beiden Experimente ergeben also nur diese Verhältnisse, nicht die individuellen Werte von {\displaystyle \alpha }, {\displaystyle \beta }, {\displaystyle \delta }. Diese Unbestimmtheit entspricht dem oben definierten Faktor {\displaystyle \phi } – dieser konnte im Rahmen der Gruppentheorie zwar auf 1 gesetzt werden, jedoch wäre eine experimentelle Bestätigung dieses theoretischen Ergebnisses wünschenswert. Dazu ist eine direkte Messung einer der drei Größen {\displaystyle \alpha }, {\displaystyle \beta }, {\displaystyle \delta } erforderlich. Das wurde durch das Ives-Stilwell-Experiment erbracht, mit dem {\displaystyle \alpha } in Übereinstimmung mit der Zeitdilatation gemessen wurde. Mittels Kennedy-Thorndike kann nun {\displaystyle \beta } mit der Längenkontraktion identifiziert werden, und folglich kann {\displaystyle \delta } mittels Michelson-Morley gleich null gesetzt werden. Somit sind alle Größen gegeben, welche die Grundlage der Lorentz-Transformation bilden.

### Widerlegte Alternativen
In der Theorie der vollständigen Äthermitführung, welche auf George Gabriel Stokes (1845) zurückgeht, würde der Äther nicht ruhen, sondern bis zu einer bestimmten Entfernung von der Oberfläche die Bewegung der Erde mitvollziehen. Dies kann das Nullresultat erklären, denn in diesem Falle ruht der Äther relativ zur Erdoberfläche. Jedoch, wie Lorentz (1886) aufzeigte, waren die Probleme dieser Theorie vor allem im Zusammenhang mit der Aberration des Sternenlichts und dem Fizeau-Experiment zu groß, sodass diese Erklärung nicht in Erwägung gezogen werden konnte. Michelson selbst glaubte nach seinem ersten Experiment 1881, dass sein Experiment die Theorie von Stokes bestätigt habe. 1887 kannte er jedoch bereits die Einwände von Lorentz und verwarf auch diese Theorie. Er widerlegt zusammen mit Gale auch einen mitgeführten Äther (Michelson-Gale-Versuch).
Ebenso mit dem Nullresultat verträglich ist die ursprünglich von Isaac Newton und später von Walter Ritz (1908) vertretene Emissionstheorie, welche die Existenz des Äthers negiert und eine konstante Lichtgeschwindigkeit relativ zur Lichtquelle postuliert. Beim Wechsel der Bezugssysteme wird die Galilei-Transformation benutzt, womit die Theorie das klassische Relativitätsprinzip erfüllt. In einem Bezugssystem, in dem die Interferometeranordnung ruht, ist die Lichtgeschwindigkeit in Bezug zum ruhenden Interferometer konstant, und es ergibt sich eine gleiche Lichtlaufzeit in beide Richtungen. Aus einem relativ dazu mit Geschwindigkeit v bewegten System betrachtet bekommt das Licht die Geschwindigkeit des Interferometers (das hier als Lichtquelle fungiert) wie bei einem Geschoss hinzuaddiert und bewegt sich folglich mit c ± v. Die Lichtgeschwindigkeit relativ zur Lichtquelle bleibt dabei konstant, und es ergeben sich wiederum gleiche Laufzeiten. Jedoch gilt diese Theorie u. a. wegen des Sagnac-Effektes und den beobachteten Bewegungen von Doppelsternen als widerlegt.

## Weitere Experimente
Experimente vom Michelson-Morley-Typ wurden mehrfach mit erhöhter Genauigkeit durchgeführt, wobei die meisten (Roy J. Kennedy, K. K. Illingworth, Georg Joos) Nullresultate innerhalb der Fehlergrenzen erhielten. Ausnahmen wie die Ergebnisse von ca. 10 km/s durch Dayton Miller (1921–1926) konnten nicht bestätigt werden, wobei moderne Analysen diverse Fehlerquellen aufzeigen konnten. Miller wies darauf hin, dass in allen anderen Experimenten um die Interferometer herum eine abschirmende Hülle verwendet worden ist, die den Äther mitgeführt habe, während das bei ihm nicht der Fall gewesen sei. Dies wurde jedoch durch das Hammar-Experiment (1935) widerlegt, wo ein Arm des Interferometers mit einer Bleihülle umgeben war, der andere nicht. Gemäß Miller hätte hier ein positives Ergebnis erzielt werden müssen, doch es war negativ, wodurch Millers These widerlegt war.
Darüber hinaus muss hinzugefügt werden, dass bei den älteren Experimenten gewöhnlich nur die Relativgeschwindigkeit von 30 km/s berücksichtigt wird, nicht jedoch die größere Umlaufgeschwindigkeit des Sonnensystems um den Galaxienkern von ca. 220 km/s, oder die Relativbewegung zwischen dem Sonnensystem und dem hypothetischen Ruhesystem der Hintergrundstrahlung von ca. 369 km/s, wodurch die Geringfügigkeit der Resultate noch deutlicher ersichtlich wird.
Die folgende Tabelle gibt eine Übersicht nach Shankland et al. (1955).
| Autor                     | Ort                                | Jahr      | Armlänge (Meter) | Erwartete Versch. | Gemessen Versch.  | Verhältnis Erw.-Gem. | Obere Grenze für {\displaystyle v_{\text{Erde}}} | Genauigkeit | Null- resultat              |
| ------------------------- | ---------------------------------- | --------- | ---------------- | ----------------- | ----------------- | -------------------- | ------------------------------------------------ | ----------- | --------------------------- |
| Michelson                 | Potsdam                            | 1881      | 1,2              | 0,04              | ≤ 0,02            | 2                    | ∼ 20 km/s                                        | 0,02        | {\displaystyle \approx } Ja |
| Michelson und Morley      | Cleveland                          | 1887      | 11,0             | 0,4               | < 0,02 od. ≤ 0,01 | 40                   | ∼ 4–8 km/s                                       | 0,01        | {\displaystyle \approx } Ja |
| Morley und Miller         | Cleveland                          | 1902–1904 | 32,2             | 1,13              | ≤ 0,015           | 80                   | ∼ 3,5 km/s                                       | 0,015       | Ja                          |
| Miller                    | Mt. Wilson                         | 1921      | 32,0             | 1,12              | ≤ 0,08            | 15                   | ∼ 8–10 km/s                                      | Unklar      | Unklar                      |
| Miller                    | Cleveland                          | 1923–1924 | 32,0             | 1,12              | ≤ 0,03            | 40                   | ∼ 5 km/s                                         | 0,03        | Ja                          |
| Miller (Sonnenlicht)      | Cleveland                          | 1924      | 32,0             | 1,12              | ≤ 0,014           | 80                   | ∼ 3 km/s                                         | 0,014       | Ja                          |
| Tomaschek (Sternenlicht)  | Heidelberg                         | 1924      | 8,6              | 0,3               | ≤ 0,02            | 15                   | ∼ 7 km/s                                         | 0,02        | Ja                          |
| Miller                    | Mt. Wilson                         | 1925–1926 | 32,0             | 1,12              | ≤ 0,088           | 13                   | ∼ 8–10 km/s                                      | Unklar      | Unklar                      |
| Kennedy                   | Pasadena/Mt. Wilson                | 1926      | 2,0              | 0,07              | ≤ 0,002           | 35                   | ∼ 5 km/s                                         | 0,002       | Ja                          |
| Illingworth               | Pasadena                           | 1927      | 2,0              | 0,07              | ≤ 0,0004          | 175                  | ∼ 2 km/s                                         | 0,0004      | Ja                          |
| Piccard & Stahel          | in einem Ballon                    | 1926      | 2,8              | 0,13              | ≤ 0,006           | 20                   | ∼ 7 km/s                                         | 0,006       | Ja                          |
| Piccard & Stahel          | Brüssel                            | 1927      | 2,8              | 0,13              | ≤ 0,0002          | 185                  | ∼ 2,5 km/s                                       | 0,0007      | Ja                          |
| Piccard & Stahel          | Rigi                               | 1927      | 2,8              | 0,13              | ≤ 0,0003          | 185                  | ∼ 2,5 km/s                                       | 0,0007      | Ja                          |
| Michelson, Pearson, Pease | Pasadena (Mt. Wilson optical shop) | 1929      | 25,9             | 0,9               | ≤ 0,01            | 90                   | ∼ 3 km/s                                         | 0,01        | Ja                          |
| Joos                      | Jena                               | 1930      | 21,0             | 0,75              | ≤ 0,002           | 375                  | ∼ 1,5 km/s                                       | 0,002       | Ja                          |

Die angegebene Armlänge {\displaystyle L} entspricht einer effektiven Armlänge, da seit dem Versuch von Michelson und Morley von 1887 Mehrfachreflexionen in jedem Arm zur Anwendung kommen. Beim Michelson-Morley-Experiment war der Apparat auf einer quadratischen Sandsteinplatte von 1,5 m Seitenlänge aufgebaut, durch Vierfachreflexion war aber {\displaystyle L=11\,{\text{m}}}. Wie in der obigen allgemeinen Beschreibung des Experiments ergibt sich die in der Tabelle angegebene theoretische Verschiebung zu {\displaystyle {\frac {v^{2}}{c^{2}}}{\frac {2\,L}{\lambda }}}. Für {\displaystyle v} wurde dabei 30 km/s angesetzt entsprechend der Bewegung der Erde um die Sonne. Die verwendete Wellenlänge im Experiment war z. B. im Experiment von Joos 546 nm und der Lichtweg war bei Joos bei einer physischen Armlänge von 3,5 m durch dreifache Reflexion auf 21 m gebracht.

## Moderne Experimente

### Optische Tests
Optische Tests der Isotropie der Lichtgeschwindigkeit werden inzwischen routinemäßig durchgeführt. Die Genauigkeit der Interferenz-Experimente wurde durch Einsatz von Laser, Maser, kryogenischen optischen Resonatoren usw. erheblich vergrößert. Dabei wurden Experimentalanordnungen verwendet, die teils vom klassischen Schema des Michelson-Morley-Experiments abweichen. (In der folgenden Tabelle stellen nur Essen (1955), Jaseja et al. (1964), und Shamir/Fox (1969) Experimente vom Michelson-Morley-Typ dar, d. h., es werden senkrecht zueinander stehende Strahlen verglichen. Die anderen Experimente benutzten abweichende Methoden.)
| Autor                      | Jahr    | Beschreibung | Obergrenzen |
| -------------------------- | ------- | --- | ----------- |
| Louis Essen                | 1955    | Die Frequenz eines rotierenden Mikrowellen-Resonators wurde mit einer Quarzuhr verglichen. | ≈3 km/s     |
| Cedarholm et al.           | 1958    | Zwei Ammoniak-Maser wurden auf einer rotierenden Platte befestigt, wobei die Strahlen in entgegengesetzte Richtungen zeigten. | ≈30 m/s     |
| Mößbauer-Rotor-Experimente | 1960–63 | In einer Reihe von Experimenten verschiedener Forschergruppen wurden die Frequenzen von Gammastrahlen mittels des Mößbauer-Effekts auf einer rotierenden Scheibe beobachtet. | ≈3–4 m/s    |
| Jaseja et al.              | 1964    | Die Frequenzen zweier Helium-Neon-Laser, die sich auf einer rotierenden Platte befanden, wurden verglichen. Im Gegensatz zu Cedarholm et al. wurden die Maser senkrecht zueinander platziert. | ≈30 m/s     |
| Shamir und Fox             | 1969    | Beide Arme des Interferometers befanden sich in einem transparenten Festkörper (Plexiglas). Als Lichtquelle fungierte ein Helium-Neon-Laser. | ≈7 km/s     |
| Trimmer et al.             | 1973    | Sie suchten nach Anisotropien der Lichtgeschwindigkeit, die sich wie das erste und dritte Legendre-Polynom verhalten. Dabei benutzten sie ein Triangular-Interferometer, wobei ein Teil des Weges aus Glas bestand. (Zum Vergleich: Experimente vom Michelson-Morley-Typ testen das zweite Legendre-Polynom.) | ≈2,5 cm/s   |

### Resonator-Experimente

Michelson-Morley-Experiment mit kryogenischen optischen Resonatoren durch Müller et al. (2003)

In den letzten Jahren ergab sich ein verstärktes Interesse an der Durchführung hochpräziser Tests der Lorentzinvarianz – darunter auch solche vom Michelson-Morley-Typus mittels optischer Resonatoren. Veranlasst wurden diese Experimente durch mögliche Verletzungen der Lorentzinvarianz in verschiedenen Varianten der Quantengravitation. Beispielgebend dafür war das Experiment von Brillet und Hall (1979), bei dem eine Laserfrequenz, stabilisiert zu einem rotierenden optischen Fabry-Pérot-Resonator, analysiert wurde. Dabei ergab sich eine maximale Anisotropie des Lichtes von Δc/c ≈ 10−15, wobei Δc die Differenz zwischen der Lichtgeschwindigkeit in x- und y-Richtung ist.
Bis 2009 haben optische und Mikrowellen-Resonatoren diese Grenze bis auf Δc/c ≈ 10−17 erhöht. Diese Experimente werden mit teils stationären als auch mit rotierenden Anordnungen durchgeführt, wobei diese oft auch mit dem Prinzip des Kennedy-Thorndike-Experiments kombiniert werden. Bei der Auswertung der Experimente wird dabei die Relativgeschwindigkeit zum Ruhesystem der kosmischen Hintergrundstrahlung von ungefähr 377 km/s benutzt. (Isotropieexperimente, bei denen eine ähnliche Präzision erreicht wird, sind Hughes-Drever-Experimente, wobei allerdings Nukleonen getestet werden. Für weitere moderne Experimente siehe Moderne Tests der Lorentzinvarianz.)
| Autor           | Jahr | Beschreibung | Δc/c                              |
| --------------- | ---- | --- | --------------------------------- |
| Wolf et al.     | 2003 | Die Frequenz eines stationären kryotechnischem Mikrowellen-Resonators wurde mit einem Wasserstoffmaser verglichen. Daten 2001–2002 wurden ausgewertet. | {\displaystyle \lesssim 10^{-15}} |
| Müller et al.   | 2003 | Die Frequenzen von zwei Nd:YAG-Lasers wurden zu Resonanzen zweier kryogenischer optischer Resonatoren stabilisiert. | {\displaystyle \lesssim 10^{-15}} |
| Wolf et al.     | 2004 | Siehe Wolf et al. (2003). Daten 2002–2004 wurden analysiert. | {\displaystyle \lesssim 10^{-15}} |
| Antonini et al. | 2005 | Ähnlich wie Müller et al. (2003), doch hier wurde der Apparat selbst in Rotation versetzt. Daten 2002–2004 wurden analysiert. | {\displaystyle \lesssim 10^{-16}} |
| Stanwix et al.  | 2005 | Ähnlich wie Wolf et al. (2003), doch hier wurde der Apparat selbst in Rotation versetzt. Daten 2004–2005 wurden analysiert. | {\displaystyle \lesssim 10^{-16}} |
| Herrmann et al. | 2005 | Ähnlich wie Müller et al. (2003). Die Frequenzen zweier Fabry-Pérot-Resonatoren wurde verglichen – einer rotierte kontinuierlich, während der andere stationär nach Nord-Süd ausgerichtet war. Daten 2004–2005 wurden analysiert. | {\displaystyle \lesssim 10^{-16}} |
| Stanwix et al.  | 2006 | Siehe Stanwix et al. (2005). Daten 2004–2006 wurden analysiert. | {\displaystyle \lesssim 10^{-16}} |
| Müller et al.   | 2007 | Siehe Herrmann et al. (2005) und Stanwix et al. (2006). Daten beider Gruppen wurden 2004–2006 gesammelt, kombiniert und weiteranalysiert. Da die Experimente auf unterschiedlichen Kontinenten durchgeführt wurden, bei Berlin und Perth, konnten sowohl die Effekte der Rotation der Apparates selbst und der Erdrotation besonders ausführlich studiert werden. | {\displaystyle \lesssim 10^{-16}} |
| Eisele et al.   | 2009 | Die Frequenzen zweier orthogonal orientierter elektromagnetischer Resonatoren wurden verglichen, wobei Nd:YAG-Laser benutzt wurden. Daten 2007–2008 wurden analysiert. | {\displaystyle \lesssim 10^{-17}} |
| Herrmann et al. | 2009 | Ähnlich wie Herrmann et al. (2005). Zwei orthogonal orientierte, rotierende Fabry-Pérot-Resonatoren wurden benutzt, zu denen die Frequenzen zweier Nd:YAG-Laser stabilisiert wurden. | {\displaystyle \lesssim 10^{-17}} |

## Geschichte

### Ausgangssituation und Vorgeschichte
Weiterführende Information: Äther (Physik)
Zum Zeitpunkt, als das erste Experiment (1881) durchgeführt wurde, gab es zwei konkurrierende Äthertheorien.
- Augustin Jean Fresnel (1819) nahm an, dass der Äther in der Nähe der Körper gar nicht, und nur in den Körpern selbst mitgeführt werde. Die Geschwindigkeit des Lichts in einem mit der Geschwindigkeit {\displaystyle v} bewegten Medium ergab sich in dieser Theorie als {\displaystyle c=c_{0}+\phi } mit dem Mitführungskoeffizienten {\displaystyle \phi =(1-1/n^{2})v}, wobei {\displaystyle n} der Brechungsindex ist.[57]
- George Gabriel Stokes (1845) nahm dagegen an, dass der Äther in den Körpern und in ihrer Nähe vollständig mitgeführt werde.[58]

Eine wichtige Entscheidung zwischen den Theorien erbrachte das Fizeau-Experiment von Armand Hippolyte Louis Fizeau (1851). Er verwendete eine Interferometer-Anordnung, mit der die Lichtgeschwindigkeit im Wasser gemessen wurde.
Das Ergebnis sprach für eine teilweise Mitführung des Äthers im Sinne Fresnels und konnte mit Stokes Theorie nur mit umständlichen Hilfshypothesen vereinbart werden. Ebenso war die Existenz der Aberration des Lichtes besser mit Fresnels als mit Stokes Theorie in Einklang zu bringen. Schließlich veröffentlichte Lorentz 1886 eine Schrift, in der gezeigt wurde, dass die Hilfshypothesen von Stokes sich selbst widersprechen. Deswegen wurde schließlich die durch Lorentz modifizierte Theorie Fresnels bevorzugt.
Fresnels Mitführungskoeffizient hatte zur Folge, dass bei Ätherdrift-Experimenten keine positiven Resultate in der Größenordnung von {\displaystyle v/c} zu erwarten waren, wobei {\displaystyle v} die Relativgeschwindigkeit Erde–Äther und {\displaystyle c} die Lichtgeschwindigkeit ist. Jedoch sollte es bei Experimenten, welche Effekte in der Größenordnung von {\displaystyle v^{2}/c^{2}} aufzuzeigen vermochten, unbedingt zu positiven Resultaten kommen. Das Michelson-Morley-Experiment war das erste Experiment dieser Art.

### Vorbereitung und Durchführung

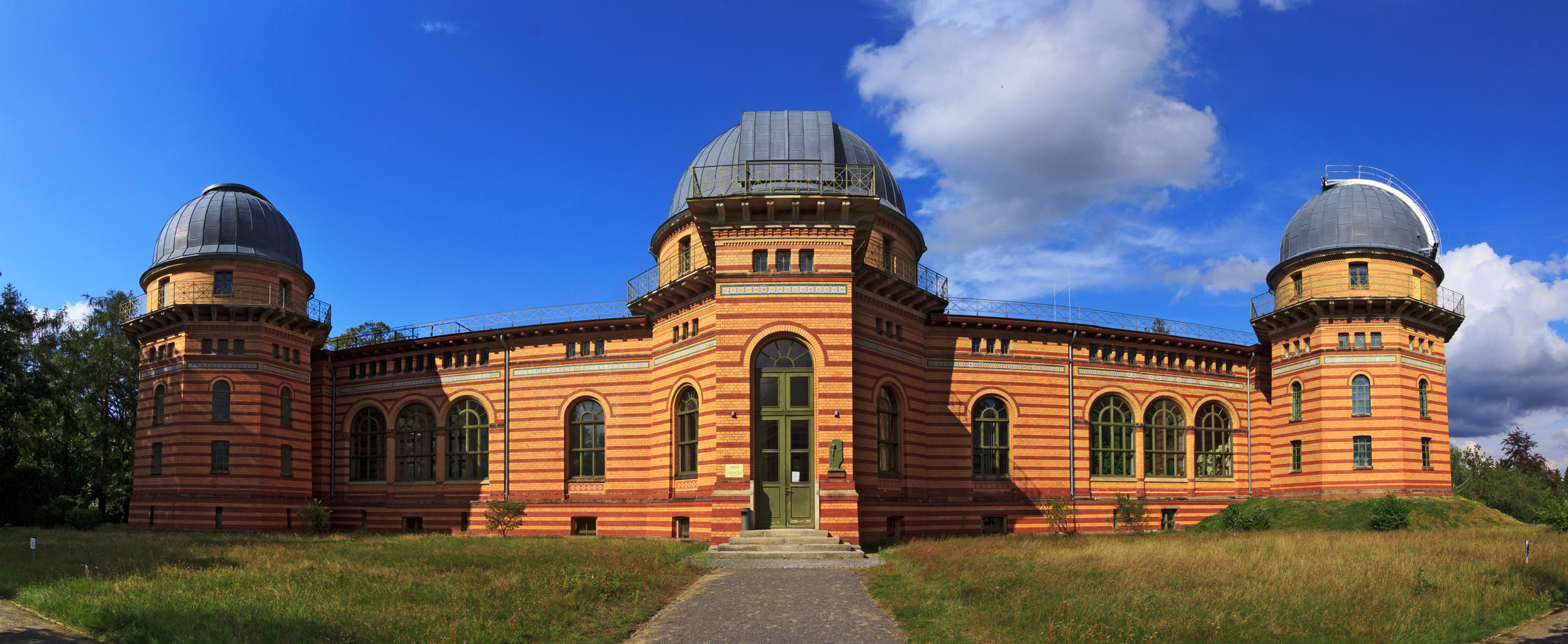
Altes Observatoriumsgebäude (Michelson-Gebäude), Telegrafenberg Potsdam. Im Keller des rechten Turms wurde das ursprüngliche Experiment 1881 ausgeführt.

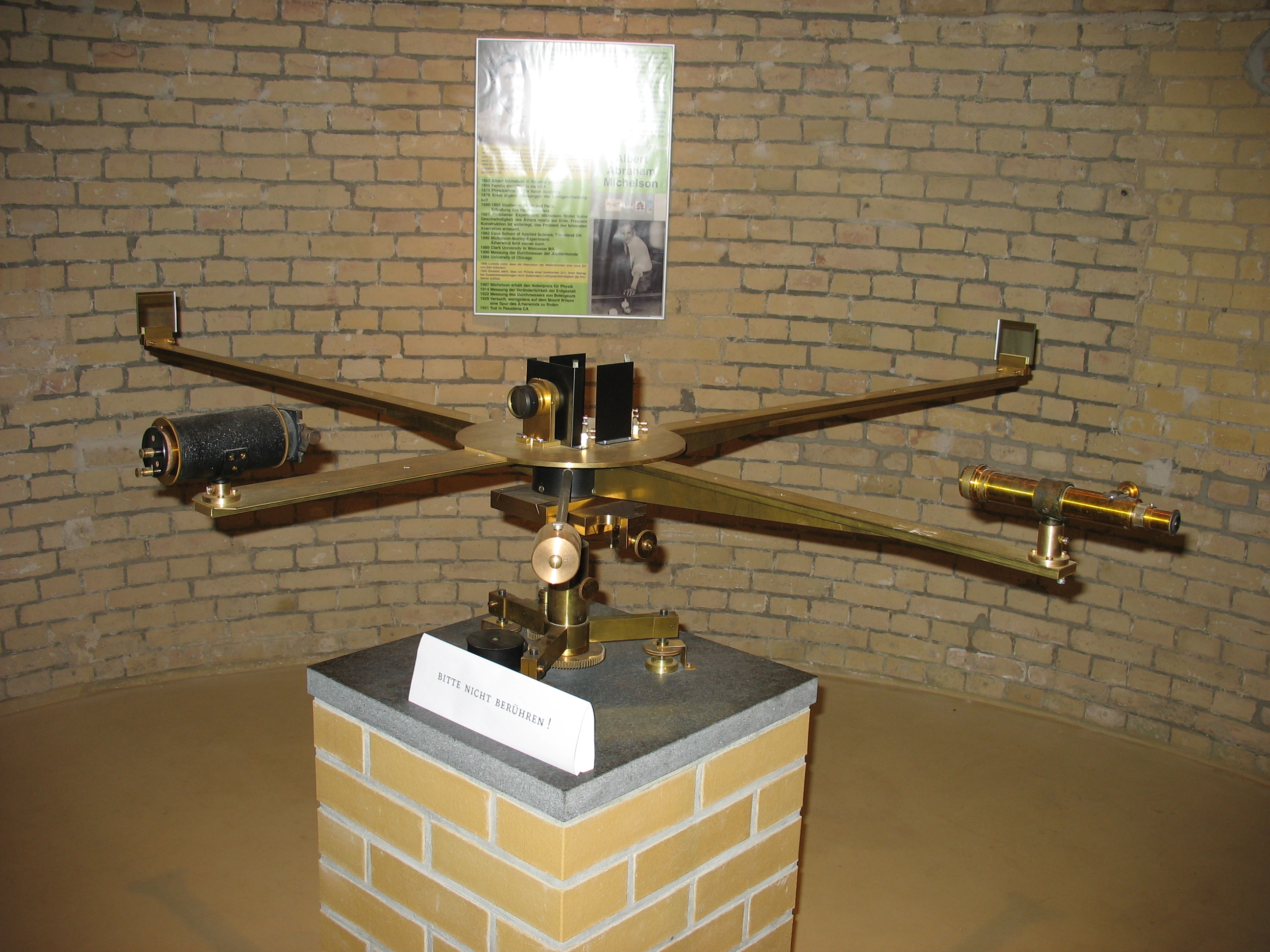
Nachbau des in Potsdam von Michelson durchgeführten Experimentes. Dieser Nachbau befindet sich an dem Ort (im Keller des Michelson-Gebäudes am Telegrafenberg Potsdam), an welchem Michelson sein Experiment 1881 durchführte.

Michelson hatte 1879 aus einem Brief von James Clerk Maxwell an D. P. Todd, den Leiter des Nautical Almanac Office, wo er als junger Marineinstrukteur tätig war und Messungen der Lichtgeschwindigkeit durchführte, von der Möglichkeit der experimentellen Überprüfung der Bewegung der Erde durch den Äther gehört. Maxwell erwähnte darin zunächst die mögliche Überprüfung durch die Beobachtung der Verdunkelungszeiten der Jupitermonde, ein Effekt 1. Ordnung, damals aber zu schwer zu beobachten, und dann, dass bei Experimenten auf der Erde eine relative Genauigkeit von 10−8 erforderlich wäre (Effekt 2. Ordnung), was nach seiner Ansicht jenseits des damals Messbaren läge. Michelson führte das Experiment zuerst im April 1881 im Keller des Hauptgebäudes des Observatoriums auf dem Telegrafenberg in Potsdam (das erst 1879 fertiggestellt wurde) durch, während er mit einem Stipendium von Bell 1880 bis 1882 in Berlin war (ermutigt wurde er dabei durch den Direktor Hermann von Helmholtz). Versuche, es zuvor im Physikalischen Institut in Berlin-Mitte, Wilhelmstr. 67a, durchzuführen, scheiterten an Erschütterungen durch den starken Verkehr. Michelson erhielt zwar ein Nullresultat, aber die Genauigkeit war nicht sehr hoch (er benutzte ein drehbares Messinggestell mit Armlängen von rund einem Meter): Erwartet wurde eine Verschiebung von 0,04 Interferenzstreifen, falls die Fresnelsche Ätherhypothese richtig war, und die Fehlergrenze lag bei 0,02. Vor allem hatte er den Einfluss der Ätherbewegung auf die Ausbreitung des Lichtes im Arm senkrecht zur Bewegungsrichtung nicht berücksichtigt, d. h., das Licht breitet sich hier geneigt aus und nicht geradlinig, wie Michelson angenommen hatte. Michelsons Experiment wurde dann auch sogleich von Lorentz (1884 und 1886) kritisiert, der inzwischen eine eigene Äthertheorie entwickelt hatte. Er konnte zeigen, dass bei Korrektur der Laufzeit für den Querarm der erwartete Effekt nur noch halb so groß war, und berücksichtigt man zusätzlich den fresnelschen Mitführungskoeffizienten, konnte das Fehlergebnis (wenn auch nur knapp) erklärt werden, wodurch diesem Experiment seine Aussagekraft genommen wurde.
Michelson begann 1885 eine Zusammenarbeit mit dem Chemieprofessor Edward W. Morley an der Case Western Reserve University in Cleveland (Ohio). Sie führten eine Reihe von Messungen zu verschiedenen Zwecken durch, wobei die psychische Belastung während dieser Präzisionsmessungen offenbar so hoch war, dass Michelson 1885 einen Nervenzusammenbruch erlitt, von dem er sich nach mehreren Monaten erholt hatte. Sie bestätigten das Ergebnis des Fizeau-Experiments mit höherer Genauigkeit (1886) und versuchten, die Wellenlänge von Licht als neuen Längenstandard festzusetzen (1887, 1889).
Von größerer Bedeutung war ihre Wiederholung (1887) des Michelson-Experiments von 1881 auf Drängen u. a. von Rayleigh und Kelvin, welches das eigentliche Michelson-Morley-Experiment darstellt. Hierbei verwandten sie Verbesserungen wie Mehrfachreflexion zur Verlängerung des Lichtweges auf 11 m statt der rund 1,2 m in Potsdam, eine bessere Dämpfung, eine in einem Quecksilberbad schwimmende und somit leicht drehbare Versuchsplattform und einen schweren Steintisch. Um die Erschütterungen zu minimieren, wurde der Verkehr weiträumig abgesperrt. Die bei Gültigkeit der fresnelschen Ätherhypothese erwartete Verschiebung betrug nun 0,4, die beobachtete lag jedoch mit Sicherheit unter 0,02 und möglicherweise unterhalb von 0,01. Da die Verschiebung proportional dem Quadrat der Geschwindigkeit war, entspricht dies laut Michelson einer Geschwindigkeit von weniger als einem Viertel (ca. 8 km/s) bzw. einem Sechstel (ca. 5 km/s) der Erdgeschwindigkeit von 30 km/s. Dies war für Michelson und seine Zeitgenossen zu gering, um ernsthaft als positives Ergebnis aufgefasst zu werden, und es wurde somit das berühmteste Experiment mit Nullresultat. Statt die Relativgeschwindigkeit zum ruhenden Äther aufzuzeigen, zeigte es keinen der erwarteten Effekte, so als existiere der „Ätherwind“ überhaupt nicht. Eine Relativbewegung zwischen Erde und Äther konnte nicht nachgewiesen werden. Das Experiment selbst wurde vom 8. bis 12. Juli 1887 durchgeführt, wobei bei insgesamt 36 Drehungen gemessen wurde. Auf die eigentlich beabsichtigten Wiederholungen zu verschiedenen Jahreszeiten (und damit verschiedenen Relativgeschwindigkeiten der Erde gegen den „Äther“) verzichteten beide.
Danach wandte sich Michelson anderen Forschungen zu und verwendete sein Interferometer für Längenmessungen. Ein nochmals verbessertes Experiment wurde 1904 von Morley und Dayton Miller durchgeführt, wiederum durch Verlängerung des Lichtweges, diesmal auf über 32 m. Auch Michelson führte das Experiment noch mehrfach in verfeinerter Form aus, nachdem Miller, der in größerer Höhe beim Mount-Wilson-Observatorium in Kalifornien experimentierte, 1925 behauptet hatte, doch noch ein positives Resultat erzielt zu haben. Wieder waren Michelsons Ergebnisse negativ. Michelson selbst war ebenso wie Morley bis zu seinem Tod 1931 nie vollständig von der Nichtexistenz eines Äthers überzeugt. 1930 konnte Georg Joos das Verhältnis auf erwartete 0,75 der Interferenzstreifenbreite und einer beobachteten oberen Grenze von 0,002 steigern. Die Experimente von Joos und K. K. Illingworth fanden im Zeisswerk Jena 1927 bis 1930 statt und verwendeten eine effektive Armlänge von 30 m. Verbesserte Experimente vom Michelson-Morley-Typ werden bis heute durchgeführt (siehe „Weitere Experimente“).